# Nagyszeg
Nagyszeg település Romániában, Szilágy megyében.

## Fekvése
Szilágycsehtől délkeletre fekvő település.

## Története
Nevét 1387-ben említették először az oklevelek Nagyzegh néven.
1462-ben Naghzeg, 1450-ben Naghzwg, 1462-ben és 1475-ben Naghzeg néven írták.
A település az aranyosi várhoz tartozott.
Nagyszeg első ismert birtokosai a Kusalyi Jakcs család tagjai voltak.
487-ben Kusalyi Jakcs László itteni birtokát Bélteki Drágffy Bertalannak zálogosította el. 
1510-ben a Kusalyiak közül László adta zálogba itteni birtokát Vajda Istvánnak és fiának Mihálynak.
1533-ban a fennmaradt oklevelek szerint Kusalyi Jakcs Mihály Középszolnok vármegye ispánja is részbirtokos volt Nagyszegen.
1797-ben a hadi terhekhez való hozzájárulásra való összeíráskor Nagyszeg főbb birtokosai voltak: báró Wesselényi Farkas, gróf Gyulai József, báró Huszár Antal, gróf Teleki Ádám utódai, és iktári gróf Bethlen Sámuel.
1847-ben 2689 lakosa volt. Ebből 2681 görögkatolikus, 8 református volt.
A szájhagyományok szerint Nagyszeg régen a báró Wesselényi család gazdatiszti lakja körül feküdt, ahol vár is állt egykor.

## Nevezetességek
- Görögkatolikus fatemploma 1835-ben épült. Anyakönyvet 1824-től vezetnek.